# هیون یانگ مین
هیون یانگ مین (انگلیسی: Hyun Young-min؛ زادهٔ ۲۵ دسامبر ۱۹۷۹) بازیکن فوتبال اهل کره جنوبی است و در حال حاضر برای چونام دراگونز بازی میکند.
وی همچنین در تیم ملی فوتبال کره جنوبی بازی کرده و سابقه حضور در جام جهانی ۲۰۰۲ فوتبال را دارد.